# جان فیلد

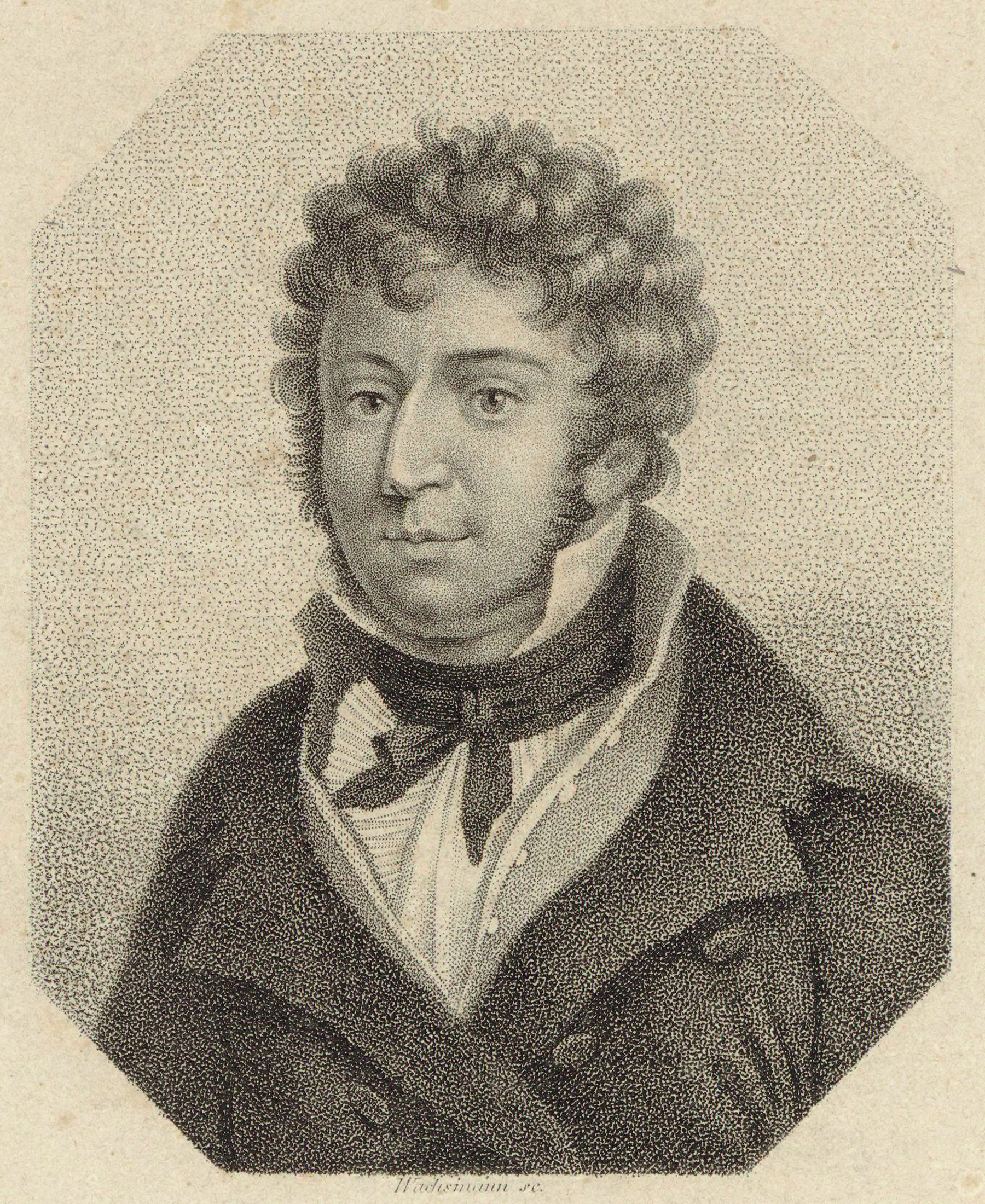
جان فیلد، حدود ۱۸۲۰

جان فیلد (به انگلیسی: John Field) (زادهٔ ۲۶ ژوئیهٔ ۱۷۸۲ در دوبلین — درگذشتهٔ ۲۳ ژانویهٔ ۱۸۳۷ در مسکو) آهنگساز، نوازندهٔ پیانو و معلم ایرلندی بود. وی در خانواده‌ای هنردوست در دوبلین به دنیا آمد. در کودکی همراه با خانواده به لندن رفت و در آنجا تحت آموزش موتزیو کلمنتی قرار گرفت و با سرپرستی او خیلی زود به پیانیستی ماهر تبدیل شد. فیلد همراه با معلم خود به پاریس، وین و سن پترزبورگ سفر کرد. اما پایتخت روسیه چنان وی را تحت تأثیر قرار داد که پس از بازگشت کلمنتی در آنجا ماند. وی از حدود سال ۱۸۰۴ در روسیه فعال بود.
جان فیلد بسیار مورد احترام هنرمندان همدورهٔ خود بود. وی با آثار خود بر آهنگسازانی مانند شوپن، برامس، شومان و لیست تأثیر گذارد. او امروزه برای ابداع نوکتورن، سبکی که بعدها به وسیلهٔ شوپن مطرح شد، و همچنین سهم قابل توجه‌اش در کنسرت‌ها و تدریس برای گسترش مدرسهٔ پیانو روسی، شناخته می‌شود.